# Castleblayney
Castleblayney (iriska: Baile na Lorgan) är ett samhälle i grevskapet Monaghan på Irland. Samhället ligger på vägen N2 som går från Dublin till Derry nära gränsen till Armagh i Nordirland. Castleblayney ligger på stranden till Lough Muckno, den största sjön i grevskapet Monaghan.
Orten Castleblayney grundades 1611 och fick sitt namn av Sir Edward Blayney som fick en stor massa land av Jakob I av England. Det finns även ett stort slott i Castleblayney som byggdes under 1800-talet.